# 索菲婭·羅哈斯
索菲婭·羅哈斯·德迪亞斯（西班牙語：Sofía Rojas de Díaz，1907年8月13日—2022年7月30日）是一名哥倫比亞超級人瑞，哥倫比亞史上最長壽者，其年齡已獲老人學研究組織認證。她曾是僅次於露西爾·朗東、泰克拉·朱尼維茨、瑪麗亞·布拉尼亞斯·莫雷拉及巽房世上第五年長者。。

## 生平
羅哈斯於1907年8月13日生於哥倫比亞桑坦德省蘇艾塔（Suaita）農村，父親為卡門·羅哈斯（Carmen Rojas）。她其中一位妹妹生於1926年，至今仍然居住於蘇艾塔。
羅哈斯直至退休前任職棕櫚糖漿飲品推銷員，與丈夫育有四名子女。她於1957年移居至同省的城市布卡拉曼加。她是一位十分虔誠的天主教徒，經常向坎德拉里亞聖母祈禱。她在社區內被尊稱為「鴿子」（La Paloma）。她於114歲時身體狀況良好，雖然行動不便且經常以輪椅代步，但仍能在親人的攙扶下行走。她於2022年2月時有三位子女仍然在世，共有18個孫子、24個曾孫和16位玄孫。
2022年7月30日，羅哈斯去世，享嵩壽114歲351天，距離她115歲生日還差14天。在她過世後，生於1908年6月8日的巴西修女伊娜·卡納巴羅·盧卡斯成為南美洲在世最年長者，而尤西比奧·金特羅·洛佩斯則成為在世最年長的哥倫比亞人。

## 長壽記錄
2017年8月13日，索菲婭·羅哈斯慶祝110歲生日，成為超級人瑞。
2021年5月21日，胡安娜·阿里塔瑪·德富恩特斯（Juana Aritama de Fuentes）去世，索菲婭·羅哈斯以113歲281天之齡成為哥倫比亞在世最年長者。
2021年10月12日，索菲婭·羅哈斯以114歲60天之齡超越卡門·艾米利亞·哈拉米洛（Carmen Emilia Jaramillo，1906年—2020年）成為哥倫比亞史上最長壽者。
2022年2月14日，索菲婭·羅哈斯以114歲185天之齡，經確認出生資料，被列入健力士世界紀錄承認老年學研究組織的超級人瑞名單中。
2022年6月22日，卡西爾達·貝內加斯-加列戈（Casilda Benegas Gallego）過世，羅哈斯成為南美洲在世最年長者。